# Johann Gottfried Vogler

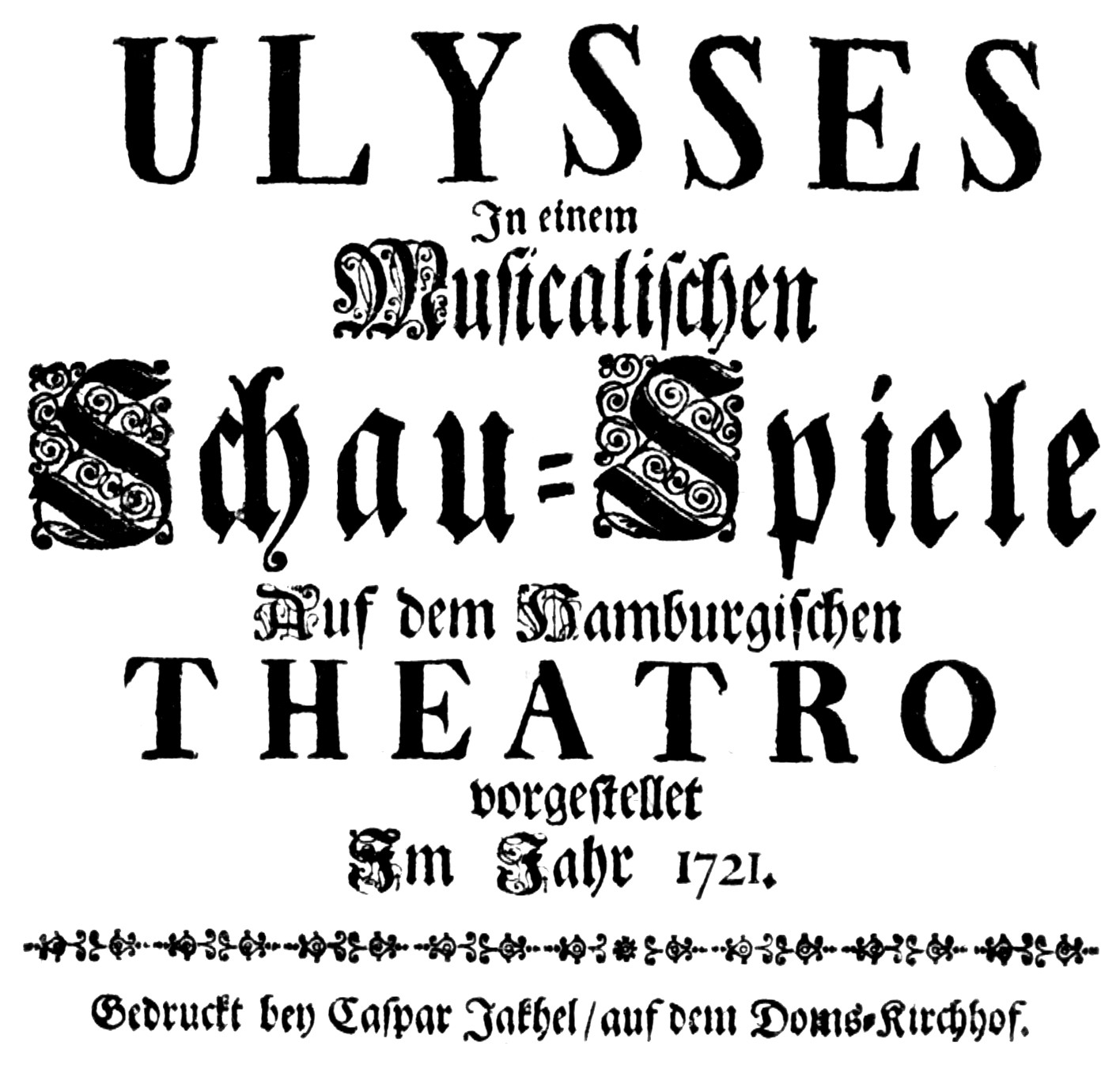
Textblatt der Oper Ulysses von Johann Gottfried Vogler, Hamburg 1721

Johann Gottfried Vogler (* 1691 in Dresden; † nach 1733) war ein deutscher Komponist, Kantor, Organist und Violinist.

## Leben
Vogler erhielt seine musikalische Ausbildung wahrscheinlich in Dresden. Er wurde am 11. Januar 1716 für den verstorbenen Melchior Hoffmann als Kantor und Organist für die Leipziger Neukirche bestellt. Mit dieser Position übernahm er gleichzeitig das Amt des Leiters des von Georg Philipp Telemann begründeten Collegium Musicum.
Telemann meinte, er sei ein munterer Componiste und starcker Violiniste gewesen. Am 26. März 1717 wurde erstmals in Leipzig die Brockes-Passion von Telemann unter seiner Leitung in der Neukirche aufgeführt.
Ab 1718 leitete er das im Jahre 1708 von Johann Friedrich Fasch gegründete zweyte ordinaire Collegium musicum, nachdem er die Leitung des Telemannschen Collegiums an Georg Balthasar Schott abgegeben hatte.
Ebenfalls 1718 traf Vogler bei einem Besuch in Köthen Johann Sebastian Bach und musizierte unter seiner Leitung. Im April 1719 und im Februar 1725 gastierte er erneut in Köthen.
Im Jahre 1716 übernahm er auch zusammen mit Dorothea Maria Brauns (geb. Strungk), die das Opernprivileg von ihrem Vater Nicolaus Adam Strungk geerbt hatte, die Leitung des Opernhauses am Brühl in Leipzig. Für das Opernhaus schrieb er einige Opern. Allerdings flüchtete er während der Michaelismesse 1719 aus Leipzig, wegen gemachter Schuld. Auch heißt es, er hätte Instrumente aus der Neukirche gestohlen. Sein Vertrag in der Neukirche wurde deshalb am 5. Mai 1720 aufgehoben, der Komponist Johann Samuel Endler trat interimsweise an seine Stelle.
Nach seiner Flucht aus Leipzig ist er 1720 in Hamburg nachweisbar, wobei er wahrscheinlich mitgenommene Partituren aus Leipzig, die er umarbeitete, in der dortigen Oper am Gänsemarkt hat aufführen lassen (Melchior Hoffmanns Oper Rhea Sylvia und eine Überarbeitung seiner Oper Penelope unter dem Titel Ulysses).
Im September 1721 machte er kurz Station am Hof von Greiz. Ab 1722 wechselte er nach Würzburg als Violinist in die dortige Hofkapelle. Im April 1725 kam er (wahrscheinlich durch Vermittlung Endlers) als Violinist zur Hofkapelle nach Darmstadt, vermutlich als Nachfolger von Alessandro Toeschi.
Aus den ihm zugesicherten 500 fl. Gehalt durfte er schon vom 1. Oktober „nächstvorigen Jahres“, also 1724, 125 fl. beziehen. Die letzte Notiz über ihn kommt vom Hofmarschallamt in Darmstadt, welches am 1. August 1733 die Abfertigung unseres Cammer Musicus Vogler bekanntgibt.

## Werk
- Artaxerxes (Oper, Leipzig, 1717)
- Penelope (Oper, Leipzig, 1717; überarbeitet 1721 in Hamburg als Ulysses aufgeführt)
- Die befriedigte Damira (Oper, Leipzig, 1717)